# Dame di Schönstatt
Le Dame di Schönstatt (in tedesco Frauen von Schönstatt) sono un istituto secolare femminile di diritto pontificio.

## Storia

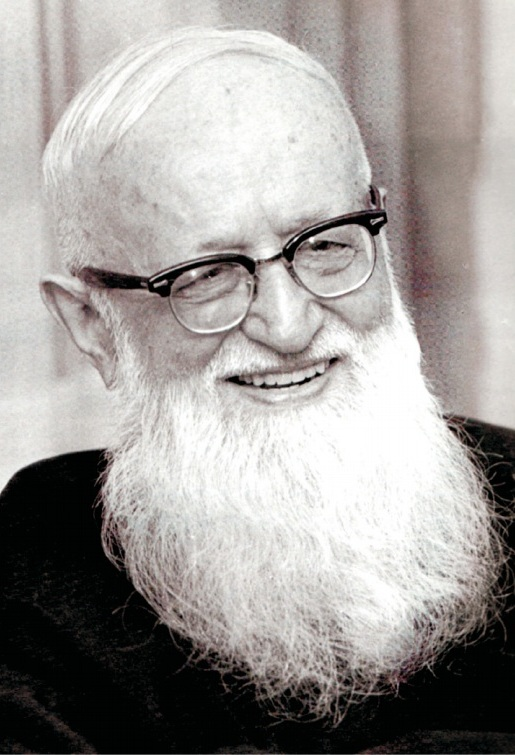
Josef Kentenich, fondatore dell'istituto

Le origini dell'istituto coincidono con quelle del movimento di Schönstatt. Josef Kentenich elaborò i primi regolamenti delle dame nell'ottobre 1938, ma la sua prigionia nel campo di concentramento di Dachau ritardò la fondazione, avvenuta il 2 febbraio 1946.
L'erezione canonica della comunità in istituto secolare di diritto diocesano ebbe luogo il 31 maggio 1972.
Le dame Schönstatt vivono nello spirito dei consigli evangelici  (povertà, obbedienza e castità) rimanendo nel loro loro ambiente famigliare, sociale e professionale, senza abiti o segni distintivi. Lavorano nelle attività parrocchiali e diocesane, ma specialmente nei rami femminili del movimento di Schönstatt.
Il riconoscimento di istituzione di diritto pontificio giunse il 15 settembre 1977.

## Diffusione
L'istituto è presente principalmente in Germania ma anche in qualche altro paese.
La sede principale è a Vallendar.
Nel 1973 l'istituto contava 546 membri.